# Środek spożywczy specjalnego przeznaczenia żywieniowego
Środek spożywczy specjalnego przeznaczenia żywieniowego – środek spożywczy, który ze względu na specjalny skład lub sposób przygotowania wyraźnie różni się od środków spożywczych powszechnie spożywanych i zgodnie z informacją zamieszczoną na opakowaniu jest wprowadzany do obrotu z przeznaczeniem do zaspokajania szczególnych potrzeb żywieniowych:
- osób, których procesy trawienia i metabolizmu są zachwiane lub osób, które ze względu na specjalny stan fizjologiczny mogą odnieść szczególne korzyści z kontrolowanego spożycia określonych substancji zawartych w żywności – może wystąpić tutaj określenie „dietetyczny”
- zdrowych niemowląt i małych dzieci w wieku od roku do 3 lat[1]

Od dnia 20 lipca 2016 r. nie funkcjonuje określenie, definicja i kategoria „środek spożywczy (żywność) specjalnego przeznaczenia żywieniowego” oraz „żywność dietetyczna”. Zostało ono zastąpione przez termin żywność specjalnego przeznaczenia medycznego.